# People's Palace (Glasgow)
People's Palace and Winter Gardens i Glasgow, Skotland, er et museum og drivhus, der ligger i Glasgow Green. Det blev åbnet d. 22. januar 1898 af den femte jarl af Rosebery.